# نیلی مارتین
نیلی مارتین (انگلیسی: Nealy Martin؛ زادهٔ ۲۲ آوریل ۱۹۹۸) بازیکن فوتبال اهل ایالات متحده آمریکا است که در حال حاضر برای اسکای بلو اف‌سی بازی می‌کند.

## زندگی اولیه و دوران دانشگاهی
نیلی مارتین در بیرمنگام، آلاباما به دنیا آمد و از سه سالگی فوتبال را آغاز کرد. او به دبیرستان اوای‌کی مانتین رفت و در سال ۲۰۱۵ به تیم کمک کرد تا قهرمانی ایالت در کلاس ۷A را کسب کند و در طول فصل آخر خود تنها شش گل دریافت کرد که کمترین در تاریخ مدرسه بود. او برای باشگاه فوتبال عضو ای‌سی‌ان‌ال، بیرمینگم یونایتد، بازی کرد و پس از فصل آخر خود، به‌عنوان بازیکن سال بیرمنگام انتخاب شد و به‌عنوان بهترین بازیکن کلاس خود از ایالت آلاباما شناخته شد.

### آلاباما کریمسون تاید
در ابتدا او می‌خواست به دانشگاه آوبورن برود، اما در سال سوم خود توسط دانشگاه آلاباما جذب شد. او در فصل تازه‌کار خود در سال ۲۰۱۶ در تمام ۱۹ بازی (۱۶ شروع) شرکت کرد. او در فصل دوم خود در تمام ۱۸ بازی شروع کرد و به آلاباما کمک کرد تا به جام NCAA راه یابد، جایی که در دور اول شکست خوردند. در فصل سوم خود، او در ۱۹ بازی شروع کرد و ۲ گل به ثمر رساند. در ۱۷ اوت ۲۰۱۸، زمانی که دروازه‌بان الکس پلاوین در برابر تی‌سی‌یو هورند فراگز کارت قرمز دریافت کرد، مدافع سال سوم، مارتین، ۴۸ ثانیه در دروازه بازی کرد و یک ضربه آزاد را از یازمین رایان مهار کرد. سپس آلاباما توانست دروازه‌بان کایلی هامر را تعویض کند. مارتین در فصل آخر خود، ۳ گل در ۲۰ بازی به ثمر رساند. او به آلاباما کمک کرد تا به مرحله یک‌چهارم نهایی جام SEC برسد، جایی که در آخرین بازی خود، ۲–۱ به وندربیلت باختند.

## دوران باشگاهی

### ریسینگ لوئی‌ویل
مارتین به ولز رفت تا تحصیل کند و به تلاش برای ادامه فوتبال بپردازد، و در همان زمان شنید که باشگاه باشگاه فوتبال ریسینگ لویی‌ویل در دسامبر ۲۰۲۰ آزمون‌های آزاد برگزار می‌کند. او در آزمون پذیرفته شد و به فهرست پیش‌فصل لوئی‌ویل اضافه گشت و به‌طور رسمی در ۵ آوریل ۲۰۲۱ با این باشگاه قرارداد امضا کرد. او در ۱۰ آوریل، در یک تساوی ۲–۲ در برابر باشگاه فوتبال اورلندو پراید در مرحله گروهی چلنج کاپ، نخستین بازی حرفه‌ای خود را انجام داد. او در این فصل در ۱۸ مسابقه (۱۳ مسابقه جزء نفرات آغاز کننده) به میدان رفت و در پست مدافع میانی یا مدافع کاذب بازی کرد.
مارتین در چلنج کاپ ۲۰۲۲ در ۴ بازی به‌عنوان مدافع راست برای لوئی‌ویل بازی کرد. در فصل عادی، او در ۱۱ بازی (۸ شروع) حضور داشت اما در ۱۰ بازی آخر سال استفاده نشد. او در پایان فصل توسط لوئی‌ویل کنار گذاشته شد.

### گاتهام اف‌سی
اسکای بلو اف‌سی (ان‌جی ان‌وای گاتهام) در ۸ دسامبر ۲۰۲۲، مارتین را از طریق سیستم واگذاری با قراردادی یک‌ساله که گزینه یک تمدید برای یک سال دیگر را داشت، امضا کرد. او در ۱۹ آوریل ۲۰۲۳، در پیروزی ۱–۰ برابر واشینگتن اسپیریت در مرحله گروهی چلنج‌کاپ ۲۰۲۳ به‌عنوان بازیکن تعویضی به میدان رفت. او در ۲۵ ژوئن، نخستین پاس گل خود در لیگ را زمانی ثبت کرد که لین ویلیامز از پاس او برای گل اول در پیروزی ۲–۱ برابر شیکاگو رد استارز استفاده کرد. در ۱۹ اوت، در جریان باخت ۲–۱ به سن دیگو ویو، او در دقایق پایانی وقت‌های اضافی به‌عنوان دروازه‌بان بازی کرد، زیرا دروازه‌بان ابی اسمیت آسیب دید و گاتهام تمام تعویض‌های خود را انجام داده بود. در ۲۲ سپتامبر، او قراردادی جدید امضا کرد که او را تا سال ۲۰۲۶ با گاتهام نگه داشت. او فصل عادی ۲۰۲۳ را با ۱۵ بازی (۱۳ شروع) به‌عنوان هافبک دفاعی به پایان رساند و گاتهام در رده ششم از ۱۲ تیم قرار گرفت.
در پلی‌آف ۲۰۲۳، مارتین به‌عنوان گاتهام در برابر نورث کارولینا کوریج ۲–۰ و پرتلند تونز ۱–۰ در وقت اضافی پیروز شد و به بازی قهرمانی رسید. در بازی قهرمانی در ۱۲ نوامبر، گاتهام در حالی که باشگاه فوتبال رین را ۲–۱ پیش می‌افتاد، دروازه‌بان مندی مک‌گلین در دقیقه ۹۷ با کارت قرمز مستقیم اخراج شد. مارتین برای دومین بار در آن سال به دروازه رفت و پیراهن دروازه‌بانی را پوشید که برایش بزرگ بود. پس از اینکه رز لاول از رین ضربه آزاد خود را به دیوار بازیکنان گاتهام زد، سوت پیروزی گاتهام ۹۰ ثانیه بعد به صدا درآمد. گاتهام در سال بعد در روز تولد مارتین پیراهن‌های دروازه‌بانی او را برای فروش عرضه کرد.
مارتین در فصل عادی ۲۰۲۴ در ۲۴ بازی (۲۱ شروع) حضور داشت و گاتهام در رده سوم جدول قرار گرفت. او همچنین در تمام ۵ بازی سوپرکاپ شروع کرد و به گاتهام کمک کرد تا تا باخت ۲–۰ در برابر باشگاه فوتبال کانزاس سیتی کارنت گل نخورده باقی بماند. در پلی‌آف ۲۰۲۴، او در تمام دقایق بازی کرد. گاتهام پرتلند تورنز را ۲–۱ شکست داد و سپس در نیمه‌نهایی پس از تساوی ۱–۱ به واشینگتن اسپیریت در ضربات پنالتی باخت.

## دوران ملی
مارتین در ژانویه ۲۰۲۵ به اردوی تیم ملی فوتبال زنان ایالات متحده آمریکا دعوت شد که اولین فراخوان او به هر سطحی از تیم‌های ملی بود.